# Crusader Kings II
Crusader Kings II è un videogioco strategico in tempo reale sviluppato da Paradox Interactive, sequel di Crusader Kings. È stato pubblicato per Microsoft Windows il 14 febbraio 2012, mentre una versione per macOS è stata distribuita il 24 maggio dello stesso anno, ottenendo recensioni molto favorevoli. La versione per Linux, annunciata verso la fine del 2012, è stata pubblicata ufficialmente il 15 gennaio 2013.

## Modalità di gioco
(Tagline di Crusader Kings II)
Il gioco è un simulatore dinastico in cui il giocatore controlla una dinastia medievale in un periodo compreso tra il 1066, anno della salita al trono d'Inghilterra di Guglielmo il Conquistatore, (867 se si possiede il DLC The Old Gods o 769 se si possiede il DLC Charlemagne), e il 1453, anno della caduta dell'Impero bizantino. Attraverso l'accorto uso di guerre, matrimoni, intrighi di corte e assassinii, il giocatore cerca di portare la propria dinastia al successo elevando di rango il titolo nobiliare, allargando il proprio dominio e facendo in modo che la linea dinastica non si estingua. La simulazione è a finale aperto, perciò la definizione di successo è a totale discrezione del giocatore. Notare come la classifica finale mostri il punteggio ottenuto da tutta la dinastia: è più vantaggioso ai fini della classifica quindi avere ad esempio più regni sotto la propria dinastia che un unico grande impero.
Nel gioco è implementato un sistema genetico e educazionale che permette ai bambini di ereditare tratti, cultura, religione e alcune caratteristiche dei loro genitori e educatori: ciò aggiunge un aspetto strategico anche nei matrimoni, dove il giocatore tenta di generare gli individui migliori per massimizzare la qualità della prole e quindi dei futuri governanti.
Esistono cinque classi nobiliari nel gioco: Barone (non controllabile dal giocatore), Conte, Duca, Re e Imperatore. Ognuna di queste classi ha il suo omologo nella gerarchia del clero e delle repubbliche.

## Espansioni e DLC
Come per la maggior parte dei videogiochi Paradox recenti, Crusader Kings II è stato aggiornato attraverso patch e DLC tramite la piattaforma Steam. I contenuti extra comprendono musica, unità, ritratti dei personaggi e un Ruler Designer, che permette al giocatore di personalizzare il proprio personaggio.
Di seguito l'elenco delle espansioni con relative date di uscita:
- Sword of Islam, 26 giugno 2012
- Legacy of Rome, 16 ottobre 2012
- Sunset Invasion, 15 novembre 2012
- The Republic, 14 gennaio 2013
- The Old Gods, 28 maggio 2013
- Sons of Abraham, 18 novembre 2013
- Rajas of India, 25 marzo 2014
- Charlemagne, 14 ottobre 2014
- Way of life, 16 dicembre 2014
- Horse Lords, 14 luglio 2015
- Conclave, 2 febbraio 2016
- The Reaper's Due, 25 agosto 2016
- Monks and Mystics, 7 marzo 2017
- Jade Dragon, 16 novembre 2017
- Holy Fury, 13 novembre 2018
- Iron Century, 28 maggio 2019

### Sword of Islam
Aggiunge dei sistemi tipici della religione islamica:
- La Poligamia: aggiunge la possibilità di avere delle ulteriori mogli e di costituire così il proprio harem.
- La Decadenza: il sistema di decadenza indica la potenza dei caratteri maschili della dinastia, più questa è alta più accadranno degli spiacevoli eventi nel regno.
- Potenziamento della religione islamica in campo legislativo e militare, e tante nuove missioni, come la possibilità di fare un Hajj a La mecca.

### Legacy of Rome
Legacy of Rome aggiunge nuove meccaniche principalmente riguardanti il mondo ortodosso e bizantino.
- Le Retinues: Cioè dei gruppi militari permanenti dalla diversa composizione in base a cultura e rango del personaggio.
- Il Patriarcato Ecumenico: Ogni regno può istituire il suo capo religioso della religione ortodossa (ovviamente se il regno sarà di religione ortodossa).
- L'Impero Romano: La possibilità di ricreare l'Impero dalle sue macerie, e la possibilità di sanare lo scisma tra la Chiesa Latina e quella Greca.
- Le fazioni: Le fazioni sono il sistema con cui i vassalli impongono il loro volere al capo, tramite richieste irrigettabili.

### Sunset Invasion
Sunset Invasion è un'espansione non correttamente storica che aggiunge un punto variabile nella storia nel quale da occidente partirà un'invasione azteca.
Se si possiede The Old Gods si spiegherà che l'invasione è partita da dei furti di navi vichinghe praticate dal violento popolo degli Aztechi che trasmettono con la loro invasione anche una pericolosissima malattia.

### The Republic
The Republic aggiunge la possibilità di prendere il comando di una repubblica mercantile scegliendo una famiglia patrizia. A differenza dei normali regni la successione avviene tramite elezione. Il candidato con più punti vince, per aumentarli si possono stanziare finanziamenti, aumentare il prestigio del candidato, concedergli titoli.
Le varie repubbliche mercantili possono costruire un certo numero di basi commerciali in ogni provincia costiera, se però questa non è già occupata da una base di un'altra repubblica.
A lungo andare i guadagni diventano molto alti, questo permette di sopperire la mancanza di leve (data la ridotta quantità di territorio posseduto da una repubblica) con l'assoldare dei mercenari.

## Crusader Kings: The Board Game
Il 19 maggio 2018 viene lanciata su Kickstarter una campagna di raccolta fondi per Crusader Kings: The Board Game, gioco da tavolo con meccaniche ispirate a Crusader Kings II. La campagna, terminata il 19 giugno seguente e che si prefiggeva di raggiungere 500.000 kr (circa 45.000 €), ha raccolto 4.660.842 kr (circa 419.475,78 €) finanziando il progetto con il 932% della somma inizialmente prefissata.